# Lost Highway (nummer van Leon Payne)
"Lost Highway" is een countrynummer in 1948 geschreven en opgenomen door de blinde singer-songwriter Leon Payne. Het werd in dat jaar uitgebracht op het in Nashville gevestigde Bullet label.
In de begindagen van Leon Paynes carrière speelde hij een tijdje bij Bob Wills & his Texas Playboys. Daarna reisde hij van de ene naar de andere plek, op zoek naar werk waar hij maar kon. Toen hij in Californië was en naar Alba in Texas liftte om zijn zieke moeder te bezoeken, kon hij geen lift krijgen en kreeg hij uiteindelijk hulp van het Leger des Heils. Wachtend aan de rand van de weg schreef hij "Lost Highway". Payne schreef in zijn productieve carrière die duurde van 1941 tot aan zijn dood in 1969 honderden countrynummers. Hij is misschien het meest bekend om zijn hits "I Love You Because", "You've Still Got a Place in My Heart", en voor de twee nummers die Hank Williams sr. opnam: "Lost Highway" en "They'll Never Take Her Love from Me".

## Versie van Hank Williams
"Lost Highway" wordt gezien als een van Hank Williams bepalendste platen, zelfs als een bepalend nummer in de countrymuziek, wat merkwaardig is, aangezien het nauwelijks de hitlijsten haalde bij de release en daarnaast niet eens een van Hank Williamss eigen nummers is. Hoewel hij het nummer niet zelf schreef, was "Lost Highway" een natuurlijke keuze voor Williams met de combinatie van eenzaamheid en wanhoop, die in het nummer klonk "als pagina's die uit zijn dagboek waren gescheurd". Williams nam het nummer in 1949 op plaat op met Fred Rose als producer en als begeleiders  Dale Potter (viool), Don Davis (steelgitaar), Zeb Turner (leadgitaar), Clyde Baum (mandoline), Jack Shook (slaggitaar) en waarschijnlijk Ernie Newton (bas).
Zoon Hank Williams jr. verwijst naar het nummer in zijn eigen nummer "All My Rowdy Friends (Have Settled Down)", met 'I think I know what my father meant, when he sang about a lost highway'.

## Covers
Tientallen artiesten hebben het nummer gecoverd, Willie Nelson meerdere malen en noemde een heel album hiernaar.